# Синадино, Пантелеймон Викторович
Пантелеймо́н Ви́кторович Синади́но (рум. Pantelimon V. Sinadino; 17 июля 1875, Кишинёв — 1941, ГУЛАГ) — Городской голова Кишинёва с апреля 1903 по 1904 и с 1906 по февраль 1910. Член Государственной думы от Бессарабской губернии.

## Биография
Греческого происхождения, православный. Потомственный почетный гражданин, затем личный дворянин (1912). Землевладелец Кишиневского и Оргеевского уездов (3200 десятин). Домовладелец города Кишинёва.
Окончил Кишиневскую гимназию с золотой медалью (1894) и университет св. Владимира по медицинскому факультету с отличием (1899).
По окончании университета посвятил себя общественной деятельности. С 1900 года избирался гласным Кишиневского и Оргеевского уездных земских собраний и гласным Кишиневской городской думы. В 1903—1905 годах был заступающим место кишиневского городского головы, а в 1905 году был избран городским головой, от каковой должности отказался в феврале 1910 года. Кроме того, состоял почетным мировым судьей по Кишиневскому, Сорокскому и Белецкому уездам (с 1900), гласным губернского земства (с 1903), почетным членом губернского попечительства детских приютов, казначеем Бессарабского местного правления Общества Красного креста, председателем Общества пособия нуждающимся ученикам 1-й Кишиневской гимназии, а также членом попечительного совета Кишиневской женской прогимназии.
После провозглашения Октябрьского манифеста стал членом Бессарабской партии центра, основанной П. Н. Крупенским. В 1907 году участвовал во Всероссийском съезде земских деятелей в Москве. Принимал участие в работе Русского окраинного общества.
В феврале 1907 года был избран членом II Государственной думы от Бессарабской губернии. Входил во фракцию октябристов и группу умеренных. Состоял членом финансовой комиссии. Выступал по многим вопросам.
Осенью 1907 года был избран в III Государственную думу от съезда землевладельцев Бессарабской губернии. Входил во фракцию умеренно-правых, с 3-й сессии — в русскую национальную фракцию, с 5-й сессии — в группу независимых националистов П. Н. Крупенского. Состоял секретарем финансовой комиссии, а также членом комиссий: по исполнению государственной росписи доходов и расходов, по городским делам, сельскохозяйственной и об упорядочении хлебной торговли. С 1908 года состоял членом Особой высшей комиссии для всестороннего исследования железнодорожного дела в России.
В 1912 году был избран в Государственную думу от 1-го съезда городских избирателей Бессарабской губернии. Входил во фракцию центра, а с 1915 года — и в Прогрессивный блок. Состоял товарищем председателя комиссии по городским делам, председателем комиссии о народном здравии, а также членом комиссий: финансовой, по местному самоуправлению, сельскохозяйственной, о торговле и промышленности, и о путях сообщения.
С началом Первой мировой войны был зачислен по военно-санитарному ведомству Военного министерства, произведен в статские советники 28 июня 1915 года «за отлично-усердную службу и труды, понесенные во время военных действий». С мая 1916 года состоял дивизионным врачом 34-й пехотной дивизии. Был произведен в действительные статские советники 25 декабря 1916 года «за отличия в делах против неприятеля». Во время Февральской революции был в Петрограде. В апреле 1917 года был избран членом-заместителем Общегосударственного продовольственного комитета.
Осенью 1917 года, после Октябрьской революции, был делегирован греческой общиной Бессарабии во вновь образованный Сфатул Цэрий, однако участия в работе этого органа не принимал, считая его революционным. В марте 1918 года возглавил делегацию крупнейших бессарабских землевладельцев, которая прибыла в Яссы и просила румынского короля Фердинанда устранить Сфатул Цэрий и установить в Бессарабии военную администрацию. В 1930-х годах был членом правления банка «Бессарабия».
После присоединения Бессарабии к СССР в 1940 году был арестован НКВД 9 июля 1940 года и содержался в тюрьме в Тирасполе. В 1941 году, сразу после начала войны, его перевели в тюрьму в Пензе, после чего он бесследно исчез. 2 августа 2018 года в Кишиневе по адресу ул. Вероника Микле, 10, была установлена табличка «Последний адрес».
Жене Софии и сыновьям Александру и Виктору после присоединения Бессарабии к СССР в 1940 году удалось переехать в Бухарест.